# Józefa Krośnicka
Józefa Gabriela Krośnicka z domu Kołakowska (ur. 18 marca 1914 w Pułtusku, zm. 21 stycznia 2020 w Pruszczu Gdańskim) – polska nauczycielka, pedagog i badaczka historii, autorka opracowań z zakresu historii powiatu gdańskiego.

## Życiorys
W 1938 ukończyła historię i filozofię na Wydziale Humanistycznym Uniwersytetu Warszawskiego, po czym podjęła pracę nauczycielki w Gimnazjum i Liceum Męskim im. Piotra Skargi w Pułtusku. W czasie wojny należała do Armii Krajowej (ps.Ziutka i Barka), była łączniczką i organizatorką tajnego nauczania. Po upadku powstania warszawskiego wywieziona na roboty przymusowe. Po kapitulacji III Rzeszy, która zastała ją w Lubece, organizowała polskie nauczanie w alianckich strefach okupacyjnych w Niemczech, a następnie wróciła do Pułtuska, gdzie poślubiła Jerzego Krośnickiego. Wobec problemów z pracą i mieszkaniem trafiła na Pomorze Zachodnie (gm. Choszczno). W kwietniu 1955 przeprowadziła się z mężem do Sobowidza, gdzie najpierw została planistką w PGR, a po październiku 1956 nauczycielką w miejscowej szkole. Po kilku latach, jako jej kierownik, zainicjowała budowę budynku nowej szkoły. Od 1961 przez wiele lat uczyła historii w Szkole Podstawowej nr 3 w Pruszczu Gdańskim, wychowując w tym czasie pięcioro dzieci (trzech synów i dwie córki). Po przejściu na emeryturę wydała kilkanaście publikacji poświęconych historii okolic Gdańska. W 2017 przekazała Muzeum II Wojny Światowej w Gdańsku pamiątki swojego męża z obozu koncentracyjnego Sachsenhausen oraz dokumenty i publikacje dotyczące powojennych początków nauczania, w tym odręcznie sporządzony elementarz z 1945 r.
Pochowana 25 stycznia 2020 na starym cmentarzu komunalnym w Pruszczu Gdańskim.

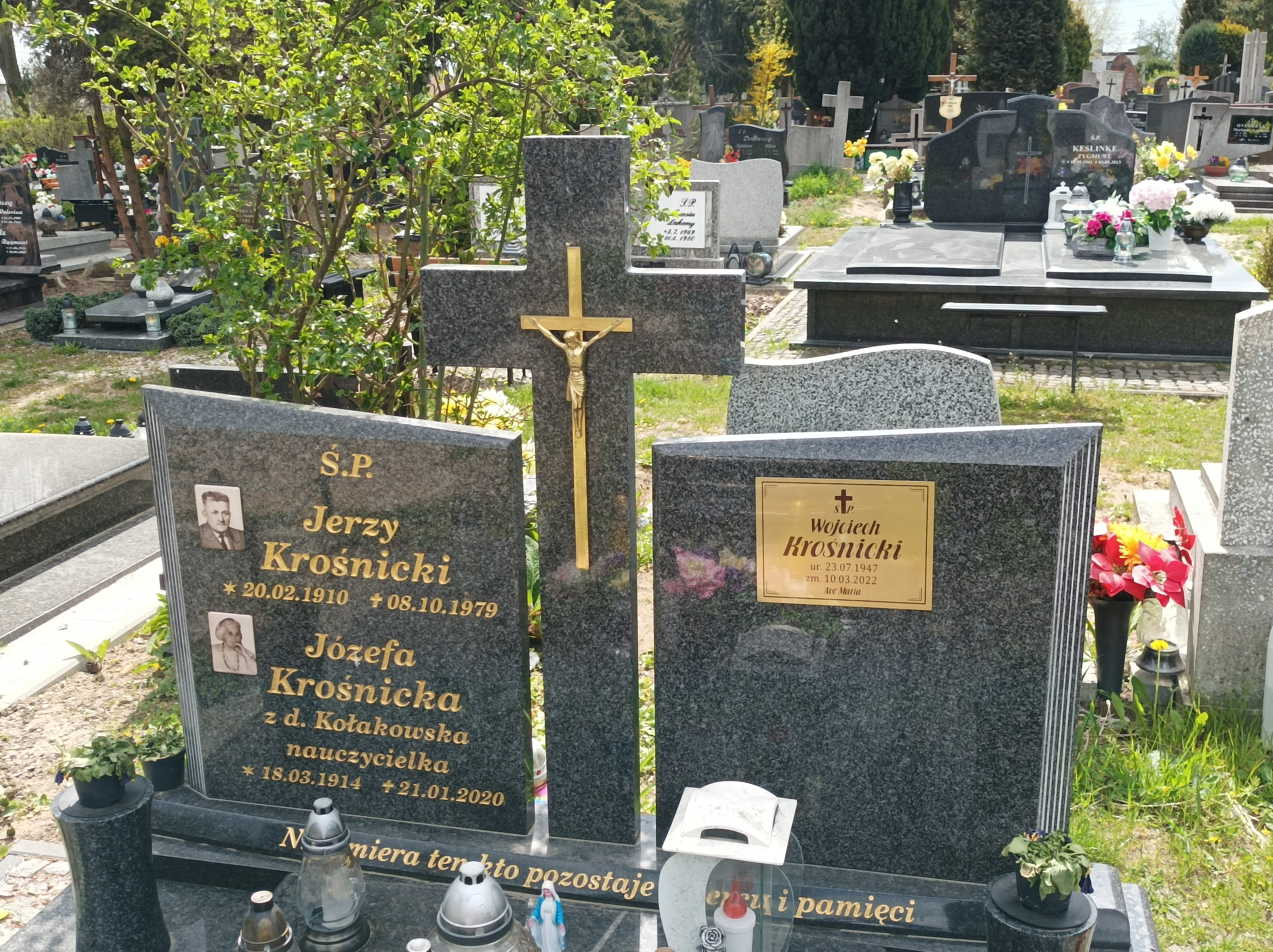
Grób Józefy Krośnickiej w Pruszczu Gdańskim

## Odznaczenia
W uznaniu zasług otrzymała tytuły Ambasadora Pruszcza Gdańskiego (2010) i Honorowego Obywatela gminy Trąbki Wielkie (4 listopada 2014).
Prezydent RP Bronisław Komorowski awansował ją do stopnia porucznika Wojska Polskiego. 
Odznaczona Krzyżem Kawalerskim Orderu Odrodzenia Polski, Złotym Krzyżem Zasługi, Medalem Komisji Edukacji Narodowej i Krzyżem 100-lecia powstania Związku Inwalidów Wojennych. 
Bohaterka reportaży i utworów literackich.

## Wybrane publikacje
- Z czasów przełomu 1944-1945, Pułtusk 1995.
- Zanim Gdańskie Wyżyny wróciły do Polski, Wydawnictwo Diecezjalne Pelplin 1997.
- Pamięci Księdza Prałata Józefa Waląga: proboszcza parafii Matki Boskiej Nieustającej Pomocy w Pruszczu Gdańskim, Pruszcz Gdański 2000.
- Z dziejów oświaty i Związku Nauczycielstwa Polskiego w powiecie gdańskim (1919-1980). Pruszcz Gdański 2002.
- Księga Pamiątkowa kolejarzy polskich z rejonu Pruszcza Gdańskiego w latach 1920-1939 pozostających w służbie Polskich Kolei Państwowych (PKP) na terenie wolnego miasta Gdańska zamordowanych w hitlerowskich obozach koncentracyjnych w latach 1939-1944, Pruszcz Gdański 2005.
- W cieniu Gdańska (zarys dziejów Pruszcza Gdańskiego i okolicy na tle historii ziemi gdańskiej). T. 1: Od czasów najdawniejszych do roku 1572. Pruszcz Gdański 2003.
- W cieniu Gdańska (zarys dziejów Pruszcza Gdańskiego i okolicy na tle historii ziemi gdańskiej). T. 2: W Rzeczypospolitej Obojga Narodów (1573-1772). Pruszcz Gdański 2004.
- W cieniu Gdańska. T. 3: 1772-1945. Pruszcz Gdański 2006.
- Wspomnienie o księdzu Robercie Wohlfeilu: proboszczu parafii Św. Jakuba Apostoła w Kłodawie Gdańskiej (1889 - 1940). Pruszcz Gdański 2007
- Żuławy Gdańskie w historię Pomorza Gdańskiego wpisane, Pruszcz Gdański 2013.